# Ukrposhta
Ukrposhta (ukrainsk: Укрпошта) er Ukraines statslige postvirksomhed. Det har siden 2015 været et aktieselskab, der ejes 100 % af Ukraines stat.
I 1994 blev Ukrposhta organiseret som en separat forretningsenhed efter en restrukturering af Ukrtelecom. Ukraines postvæsen blev etableret i 1947 og har i dag 73.000 ansatte.